# Lenie van der Hoorn
Lenie van der Hoorn-Langelaan (Pijnacker, 30 maart 1948) is een Nederlandse langeafstandschaatsster en de eerste vrouwelijke winnaar van de Elfstedentocht.

## Biografie
Het eerste succes boekte Lenie – toen nog – Langelaan op 7 januari 1970 in de Ronde van Loosdrecht waar ze als tweede eindigde. In 1972 trouwde ze met Jan van der Hoorn, verruilde Pijnacker voor Ter Aar en de Schaats Vereniging Rotterdam voor Trainingsgroep Ter Aar. Succes behaalde ze daar in 1976 tijdens de Oldambtrit. In 1979 won ze zowel de Driedaagse van Ankeveen, de Westland Marathon (ook in 1981) als de  Rottemerentocht. Die laatste won ze ook in 1982 en 1991 waarvan die in 1982 haar het hoogste prijzengeld opleverde: 200 gulden. Verder won ze de Veluwemeertocht in 1980 en 1987 en pakte ze op 26 februari 1978 het Werelduurrecord op de Jaap Edenbaan in Amsterdam met 31.212,59 meter. Bij het eerste officiële NK Marathon op natuurijs op de Loosdrechtse Plassen was Van der Hoorn ook present. Op 21 februari 1985 kwam ze 47 minuten na Evert van Benthem en voor Betty Westerveld en Ineke Kooiman op 36-jarige leeftijd als eerste vrouw binnen in de Dertiende Elfstedentocht. Hiermee was Van der Hoorn de eerste onofficiële vrouwelijke winnaar van de Elfstedentocht ooit. Een jaar later werd ze bij de Veertiende Elfstedentocht de derde vrouw.
Van der Hoorn reed anno 2008 nog steeds mee met de baancompetitie marathonschaatsen in Haarlem georganiseerd door de marathoncommissie Haarlem. Ze is lid van IJsclub Haarlem. Ze woont in de gemeente Nieuwkoop. Op 5 januari 2020 maakte Andere Tijden Sport een reportage getiteld De onzichtbare winnares van de Elfstedentocht.
Op 18 januari 2021 werden Van der Hoorn en de eerst gefinishte vrouwen van 1986, Tineke Dijkshoorn, en 1997, Klasina Seinstra, alsnog gehuldigd als winnaressen. Uit handen van de voorzitter van de Vereniging de Friese Elfsteden ontvingen ze een oorkonde en een vaas waarop de route was afgebeeld. De namen van de winnaressen op het monument Elfstedenrijder werden op 23 november 2022 onthuld.